# Лужкі (Лотошинський район)
Лужкі - село в Лотошинському районі Московської області Росії .
Відноситься до міського поселення Лотошино, до реформи 2006 ставилася до Міхалівського сільського округу   . 

## Географія
Розташована в південній частині міського поселення, приблизно за 6 км на південний захід від районного центру — селища міського типу Лотошино, на лівому березі річки Видєтелі . Сусідні населені пункти — села Михалове та Старе Лісине . Автобусна зупинка на автодорозі Р90  .

## Історичні відомості
У «Списку населених місць» 1862 року Золоті Лужки — власне село 2-го табору Волоколамського повіту Московської губернії по праву сторону Зубцівського тракту, при річці Видетели, за 34 версти від повітового міста, з 28 дворами та 196 жителями (8 )  .
До 1919 року входила до складу Кульпінської волості . Постановою НКВС від 19 березня 1919 року було передано Лотошинську волость  .
За матеріалами Всесоюзного перепису населення 1926 ставилася до Старо-Лисинської сільради, в ній проживало 324 особи (152 чоловіки, 172 жінки), налічувалося 61 селянське господарство  .
З 1929 - населений пункт у складі Лотошинського району Московської області.

## Населення
| 1852 | 1859 | 1926 | 2002 | 2006 | 2010 |
| ---- | ---- | ---- | ---- | ---- | ---- |
| 211  | ↘196 | ↗324 | ↘18  | →18  | ↘12  |